# حفار الشرقي (الريف الشرقي)
حفار الشرقي (بالفارسية: حفار شرقی) هي قرية تقع في إيران في قسم الريف الشرقي الريفي. يقدر عدد سكانها بـ 1,980 نسمة .